# رینولدز امریکن
رینولدز امریکن (انگلیسی: Reynolds American) شرکت دخانیات آمریکایی است، که در سال ۲۰۰۴ توسط شرکت تنباکوی آر. جی. رینولدز تأسیس شد.